# Anastathes nigricornis
Anastathes nigricornis là một loài bọ cánh cứng trong họ Cerambycidae.